# Benigno Ocampo
Benigno Ocampo fue un político argentino, perteneciente al Partido Liberal, Gobernador de Córdoba, elegido provisionalmente a la renuncia de Justiniano Posse.

## Gobernador de Córdoba
El 10 de junio de 1863 se produjo en Córdoba una revolución contra el gobernador Posse, encabezada por el federal Simón Luengo, que designó gobernador a José Pío Achával. El general Ángel Vicente Peñaloza, antiguo federal antirrosista, más conocido como “el Chacho”, marchó hasta aquí en apoyo de este último y el 13 de junio entró en la ciudad, donde fue recibido con alborozo. El general mitrista Wencesalao Paunero vino en su búsqueda y el 28 de ese mes se enfrentaron en la Batalla de Las Playas, lugar donde en la actualidad está la Fábrica Argentina de Aviones (Fadea).
El combate fue encarnizado y “el Chacho”, derrotado, debió huir a San Luis. Las crueldades cometidas en esa ocasión por el coronel Ambrosio Sandes se inscriben entre las páginas más siniestras de nuestra historia. Terminada la batalla, hizo ejecutar a los oficiales, dejó los cadáveres allí tirados y llevó a pie a los prisioneros hasta el Bajo de López -hoy barrio General Paz-, donde mandó a degollar a 80 jóvenes, en su mayoría estudiantes universitarios que se habían ofrecido como voluntarios.
En nuestra provincia, en tanto, la presión de Paunero contra Posse se volvió insoportable. El 17 de julio de 1863, el gobernador se vio obligado a renunciar, denunciando la actitud del “hombre que hoy humilla a Córdoba”. Así las cosas, la Asamblea de Diputados ungió en reñida votación a Benigno Ocampo como gobernador de Córdoba, quien superó por apenas un voto a Roque Ferreyra.
Ocampo, elegido por no ser un hombre de polémica sino un sereno hombre de negocios vinculado con las actividades del comercio, asumió el 28 de julio de 1863. En su prudente discurso de asunción del mando expresó su decisión de tener un “profundo respeto a la ley, garantir la justicia y todo derecho, hacer esfuerzos por aumentarla opinión de los diversos partidos que desean la prosperidad de la República y de la Provincia (...)”.
Designó a Benjamín de Igarzábal y a Luis Cáceres como ministros, y desde el comienzo de su gestión, intentó tranquilizar el clima político y social de Córdoba. Sin embargo, la presencia del ejército de Wenceslao Paunero en la capital cordobesa constituía un elemento exasperante para muchos vecinos, lo que no beneficiaba para calmar los espíritus. Es por ello que le solicitó al general Wenceslao Paunero que retirara su tropa, y ante la negativa de éste, Ocampo le remitió una carta al presidente Bartolomé Mitre para que ordenara la retirada del ejército. Lejos de obtener resultados que él aspiraba, el gobernador ocampo presentó su renuncia a poco más de tres meses de iniciada su gestión.